# Blue Balliett
Elizabeth "Blue" Balliett Klein (Nova Iorque, 1955) é uma escritora estadunidense. Os seus livros são destinados ao público infantil, sendo que sua obra mais famosa é Procurando Vermeer.
Frequentemente visitava o Museu Metropolitano de Arte, o Museu de Arte Moderna de Nova Iorque e o Museu Guggenheim. Estudou História da Arte na Universidade Brown.
Ela e sua família viveram em Nantucket Island até se transferirem para Chicago. Deu aulas na Universidade de Chicago antes de se tornar escritora em tempo integral. Seu primeiro e mais famoso livro foi Procurando Vermeer, que se tornou um best-seller infanto-juvenil em 2004. Balliett levou cinco anos para escrever o livro. Atualmente o seu enredo está em processo de filmagem. A sequência de Procurando Vermeer é The Wright 3, outro livro de suspense, com os mesmos personagens centrais.